# Massif de la Sainte-Baume
Chaîne de la Sainte-Baume
Pour les articles homonymes, voir Baume.

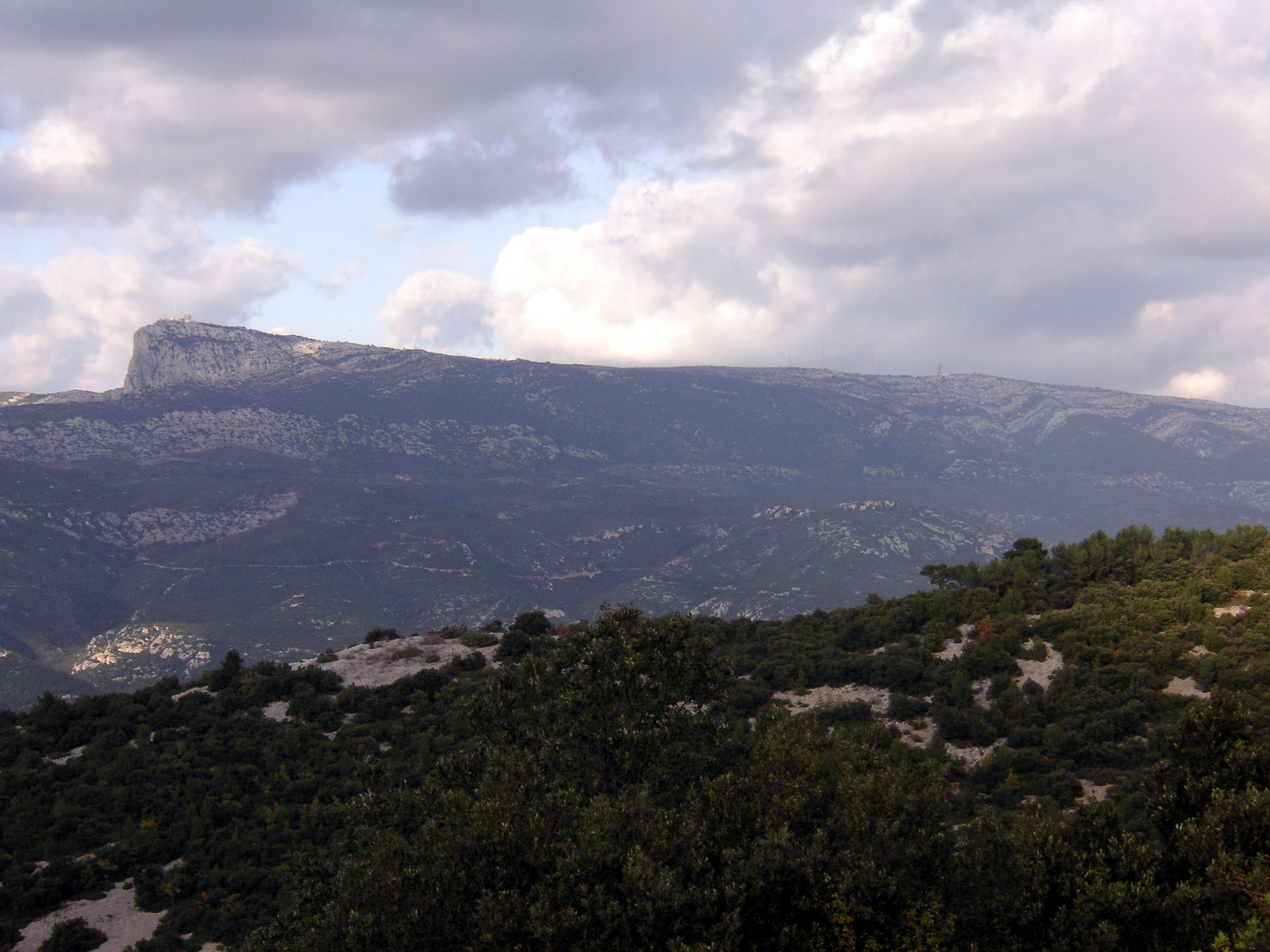
Le massif de la Sainte-Baume.

Le massif de la Sainte-Baume, la chaîne de la Sainte-Baume ou plus simplement la Sainte-Baume est un massif provençal du Sud-Est de la France, qui s'étend entre les départements des Bouches-du-Rhône et du Var sur une superficie de 45 000 hectares.
Le point culminant est le Joug de l'Aigle à 1 148 mètres. Le massif comprend également, sur son flanc ouest, le point culminant des Bouches-du-Rhône : le pic de Bertagne qui atteint l'altitude de 1 042 mètres. La notoriété du site tient à la présence d'une hêtraie développée, préservée depuis des siècles, ainsi que de la grotte de la Sainte-Baume, lieu de pèlerinage majeur depuis le Moyen Âge, où Marie Madeleine aurait trouvé refuge ; cette grotte, plus couramment appelée Sainte-Baume, a donné son nom au massif. 
Le massif forme le cœur du parc naturel régional de la Sainte-Baume créé par décret du 20 décembre 2017.

## Toponymie
En occitan provençal, on écrit la Santa Bauma selon la norme classique ou la Santo Baumo selon la norme mistralienne. Son nom vient de la présence d'une grotte (bauma/baumo en provençal, du gaulois balma de même sens) qui, dans la tradition catholique, aurait été occupée par sainte Marie Madeleine pendant trente ans au Ier siècle, après qu'elle aurait débarqué aux Saintes-Maries-de-la-Mer et évangélisé la Provence. Elle serait ensevelie dans la crypte de la basilique de Saint-Maximin-la-Sainte-Baume, où elle se trouve encore.

## Géographie

### Topographie

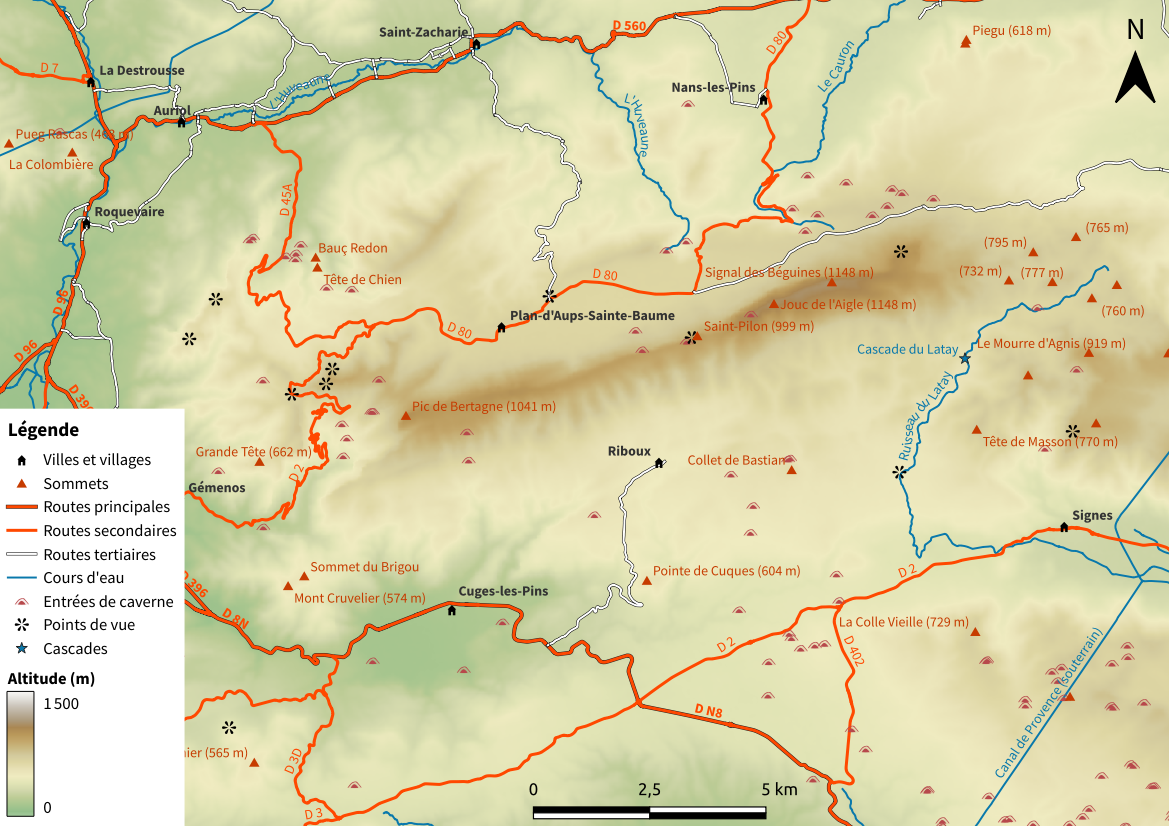
Carte topographique du massif de la Sainte-Baume.

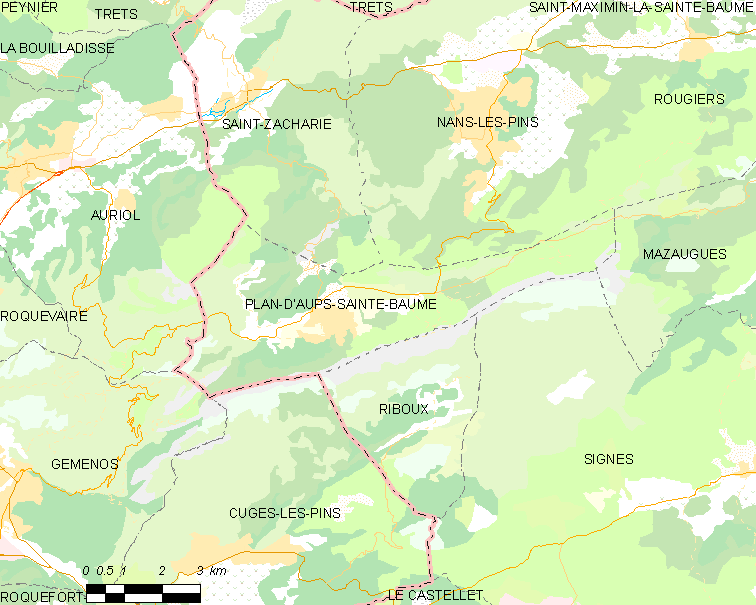
Localisation des communes situées dans le massif.

Le massif de la Sainte-Baume est le plus étendu et le plus élevé des chaînons provençaux. Se dressant de part et d'autre des départements du Var, pour la plus grande partie, et des Bouches-du-Rhône, il est situé à une vingtaine de kilomètres de la côte méditerranéenne, près de grandes villes comme Marseille, Aix-en-Provence et Toulon. Il s'étend sur 35 kilomètres de long et 15 kilomètres de large. Il possède une ligne de crête longue de 13,3 kilomètres, les points culminants étant le Joug de l'Aigle (1 148 mètres), dont le versant abrupt haut de plus de 300 mètres offre de splendides voies d'escalade, et le pic de Bertagne (1 042 mètres), un majestueux éperon rocheux dominant le versant occidental du massif.
Le massif se trouve sur le territoire de nombreuses communes, soit d'ouest en est, dans le sens des aiguilles d'une montre : Gémenos, Auriol, Plan d'Aups, Saint-Zacharie, Nans-les-Pins, Rougiers, Mazaugues, Signes, Riboux, Cuges-les-Pins.

### Géologie
La formation du massif de la Sainte-Baume a la même origine que le plissement pyrénéen. On attribue ces formations au déplacement de la péninsule Ibérique par rapport à la plaque européenne. Elle commence à s'en détacher il y a 120 millions d'années et amorce un vaste mouvement de rotation, creusant alors le sillon pyrénéen. Il y a 65 millions d'années, le mouvement change : la péninsule ibérique entre en collision avec la plaque européenne, ce qui provoque la formation des Pyrénées. Le sud-est de la France, propulsé alors vers le nord-est d'une centaine de kilomètres, subit des déformations dont une des plus importantes est celle du massif de la Sainte-Baume.
La longue crête de la Sainte-Baume est faite de couches renversées : le Crétacé inférieur est surmonté par le Jurassique qui occupe le flanc sud. Cette structure vient de l'existence d'une nappe de couverture, venant du sud, rabotant les anciens reliefs, renversant leurs couches, entraînant des morceaux qu'on appelle « écailles » et dont l'érosion ne laisse que des vestiges (allochtone). Cela fut démontré par les sondages réalisés en 1969 au nord du Plan-d'Aups. Jusqu'à 16 mètres de profondeur, on traverse le Jurassique inférieur. De 17 mètres à 22 mètres, on trouve le Crétacé supérieur. Il s'agit bien d'un morceau de nappe posé sur des terrains plus récents.
En 1979, Gérard Guieu, de l'université de Provence, propose un scénario plus précis pour l'orogenèse de la Sainte-Baume. L'histoire serait plus tardive que le plissement pyrénéen. En effet, le massif cristallin qui s'étendait de l'Espagne à l'Italie sur l'emplacement actuel du golfe du Lion subit la pression ibérique bien après la fin du crétacé (65 millions d'années). Il a le temps d'entrer en pénéplanation au niveau du golfe du Lion. Il se trouve qu'alors la partie cachée d'une montagne, celle qui est au-dessous et au contact du manteau terrestre, est au moins aussi massive que sa partie extérieure, un peu comme un iceberg. Mais l'érosion n'est pas la même, elle ne se fait que par phases brutales, le magma arrachant en quelque sorte de temps en temps d'énormes masses. Le massif montagneux se met alors à remonter en altitude. C'est ce qui se passe aujourd'hui au Tibet, et bientôt dans la vallée de la Mort aux États-Unis. Voilà donc le phénomène qui se produit, que Gérard Guieu appelle le « bombement crustal liguro-provençal » (BCLP). Dès lors, les couches sédimentaires calcaires qui étaient déposées dans les mers chaudes au nord et au sud du massif montagneux vont être soulevées et exondées. Des mouvements de glissement par gravité s'ensuivent, conduisant à un charriage au sud et des chevauchements au nord. Puis le BCLP se fissure, ouvrant la mer Méditerranée qui s'engouffrera par le détroit de Gibraltar, et entraînant en rotation la Corse et la Sardaigne (rotation de 60° environ avec un axe centré sur Gênes, en Italie). Plus tard, l'orogénèse alpine basculera ces couches sédimentaires vers le sud, donnant quasiment le paysage actuel où les collines provençales semblent se chevaucher vers le nord, un peu comme des vagues à l'assaut des Alpes. Des mouvements plus récents finiront par mettre en place le relief actuel.

### Hydrographie

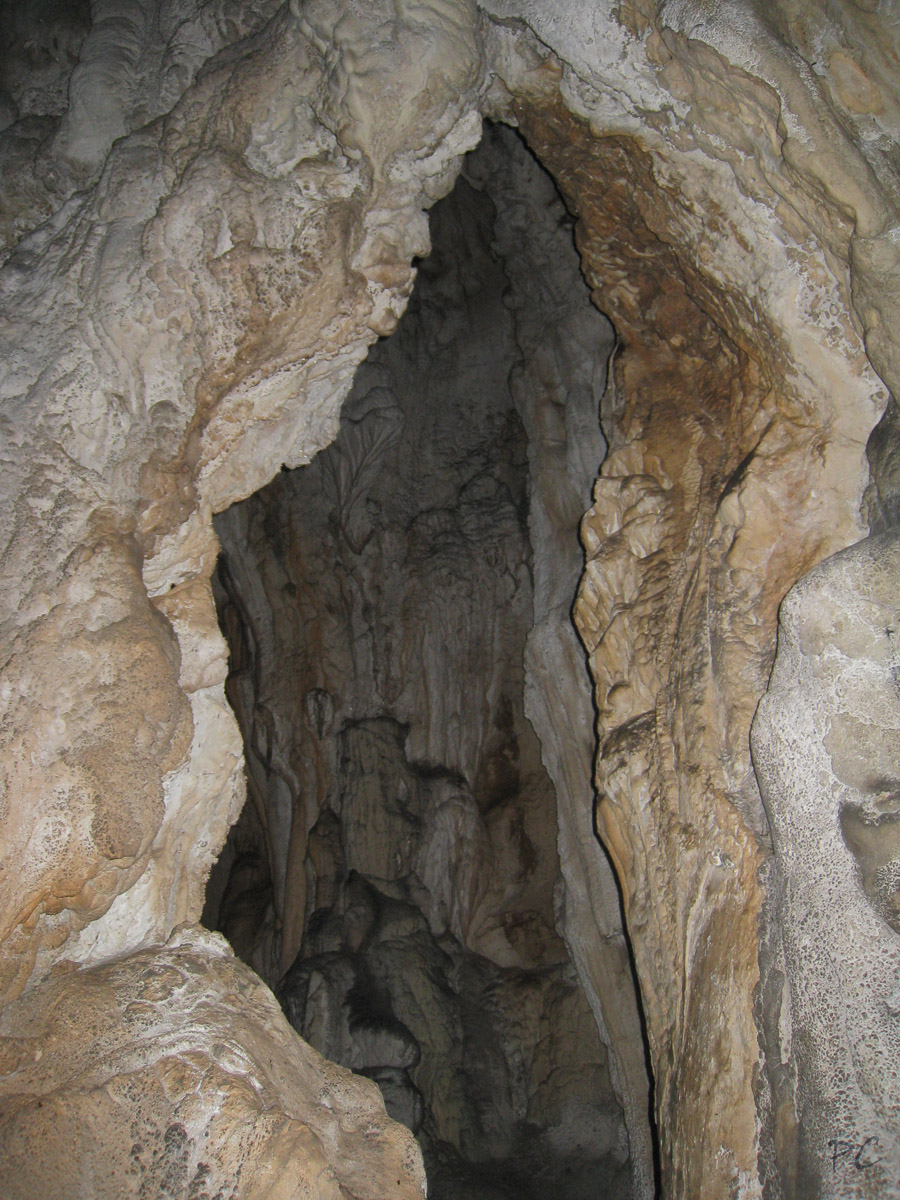
La grotte aux Œufs.

Bénéficiant d'un climat de type méditerranéen montagnard, le massif de la Sainte-Baume est considéré comme le principal château d'eau de la région. Plusieurs rivières y prennent naissance : l'Huveaune, la Vède, le Peyruis, le Gaudin, le Caramy, l'Issole, le Gapeau, le Fauge... Des résurgences importantes : La Foux de Nans, la Figuière à Tourves, la source vauclusienne de l'abbaye de Saint-Pons à Gémenos, la Castelette à Nans-les-Pins (qui donne naissance à l'Huveaune), la source des Orris à La Roquebrussanne, la source du Raby à Signes... sont alimentées par la forte pluviométrie due au relief.
Le massif est parcouru par un important réseau de rivières souterraines et de nombreux avens sont explorés par les spéléologues. Ainsi dans les années 1980, après le passage de plusieurs siphons, des spéléos-plongeurs découvrent un important réseau de galeries abritant une rivière au gouffre du Petit Saint-Cassien. Depuis de nombreux spéléologues de divers clubs régionaux tentent de trouver un autre accès permettant d'éviter la zone noyée.
Malgré plusieurs études parmi lesquelles des campagnes de coloration, les hydro-géologues et les spéléologues régionaux n'ont pas pu mettre en évidence une relation claire entre le bassin versant du massif de la Sainte-Baume (ainsi que les bassins secondaires de la zone marseillaise) et les résurgences sous-marines de Port-Miou et du Bestouan dans les calanques de Marseille. Il existe vraisemblablement un drain profond (altitude autour de +100 m) en régime noyé. Il n'est atteint par aucun des avens connus. Des recherches scientifiques et spéléologiques sont toujours en cours pour tenter de percer ce mystère.

### Flore

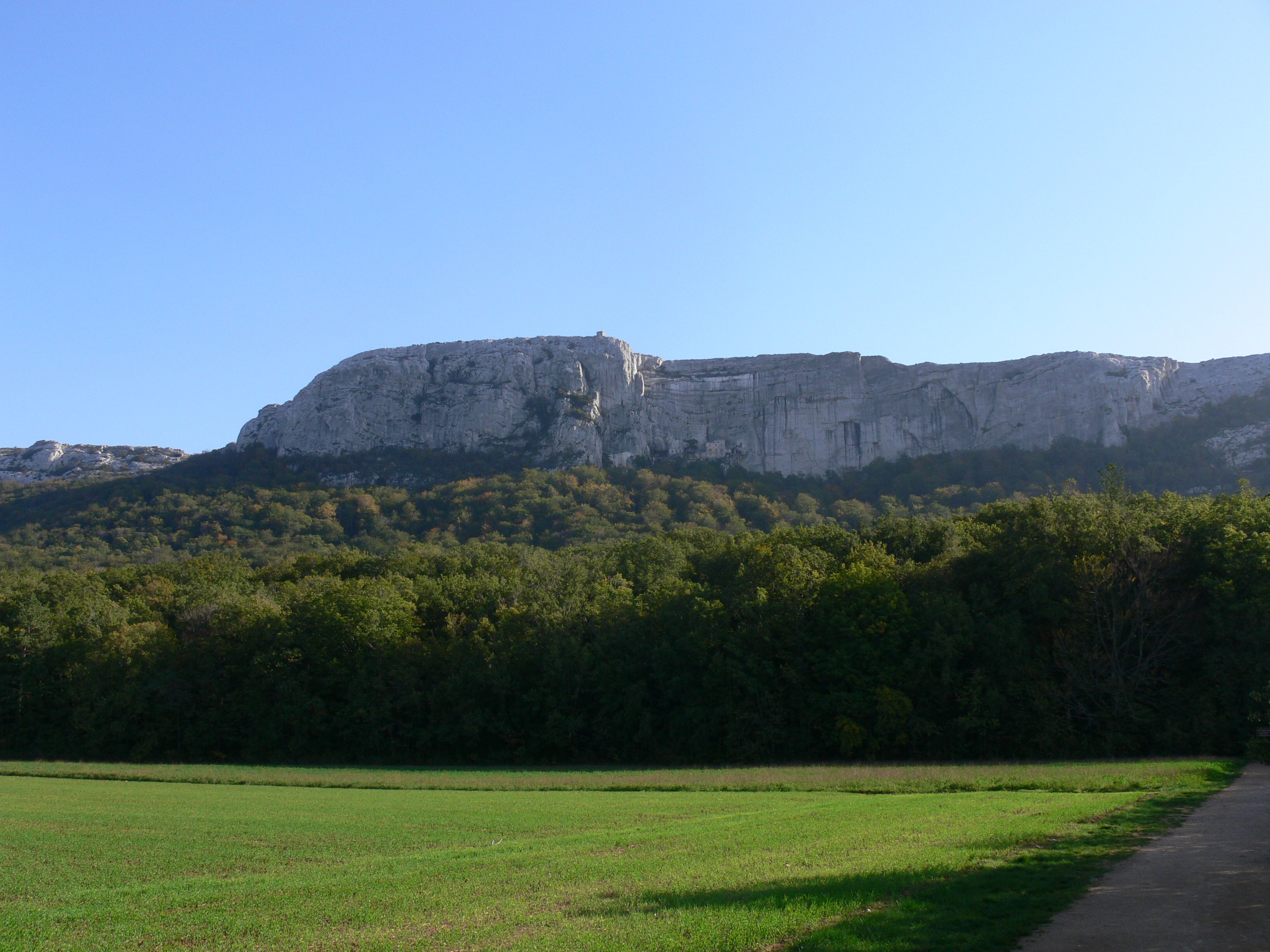
La hêtraie au tout début de l'automne (versant Nord du massif).

La forêt domaniale est réputée et protégée depuis plusieurs siècles. La hêtraie, la chênaie et la pinède de pins sylvestres y sont remarquables, avec une flore et une faune particulières, intermédiaire entre la forêt méditerranéenne et la forêt alpine de moyenne altitude. Le franchissement de la ligne de crête offre un contraste saisissant entre adret et ubac, avec une flore totalement différente.
Gouffeia arenaroides, ou herbe à Gouffé, ou Sabline de Provence, a été récemment repérée sur les éboulis fins entre 850 et 1 100 mètres d'altitude sur les crêtes du pic de Bertagne et des Béguines de la Roque Forcade. Cette fleur est la seule du territoire citée en Annexe II de la directive habitat de Natura 2000.

### Faune

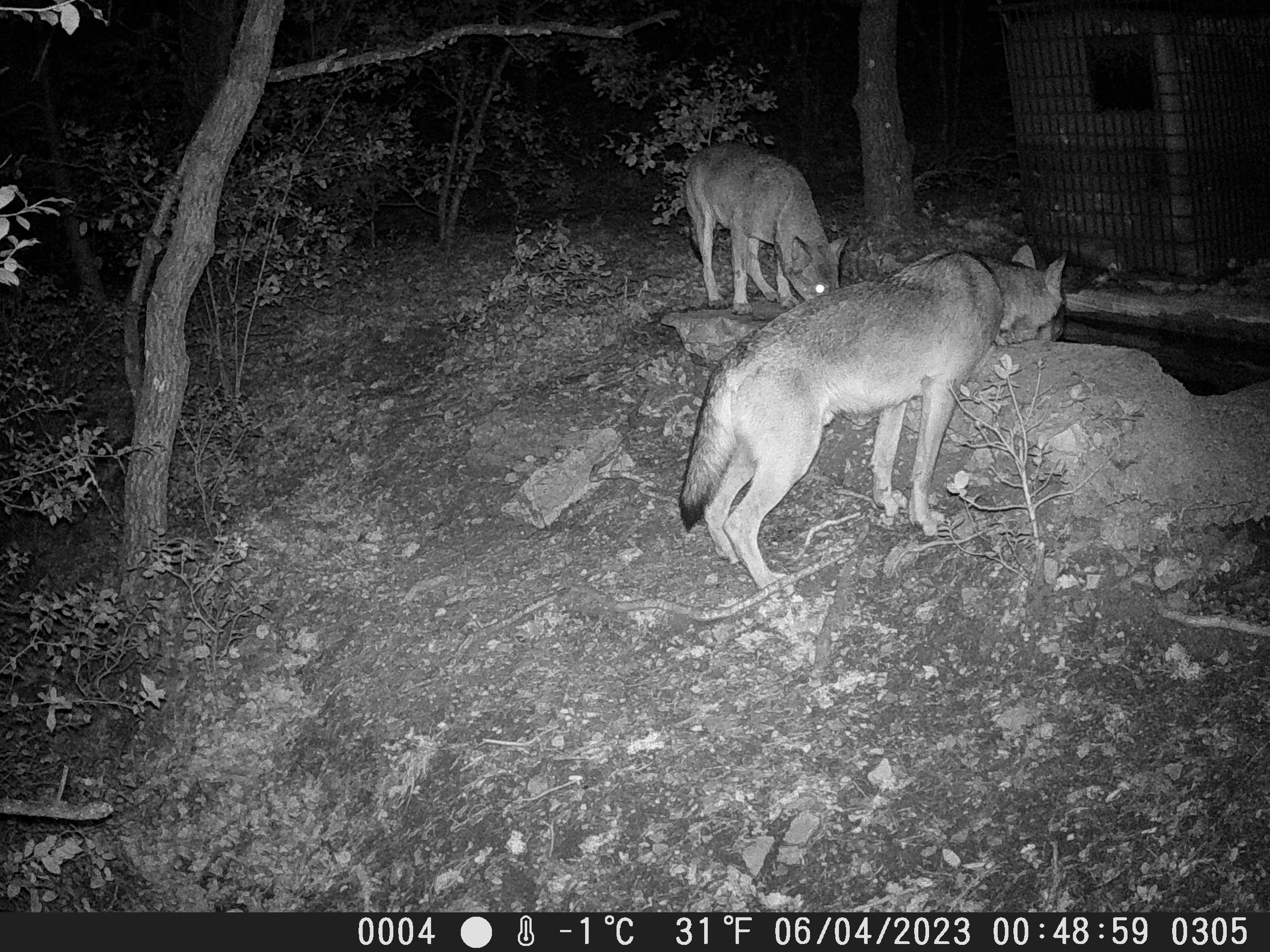
Loups s'abreuvant dans le massif de la Sainte-Baume.

Le massif comporte tous les coléoptères français cités à l'annexe II de la directive Habitats. La directive Oiseau n'est pas en vigueur sur le massif, malgré la présence de nombreuses espèces remarquables (Aigle de Bonelli, Circaètes Jean le Blanc). Parmi les mammifères, toute la faune classique des garrigues et forêts provençales est représentée : sanglier, chevreuil, renard, fouine, genette, lièvre… La partie orientale du massif abrite également une population de chamois, réintroduits depuis 2005 par la Fédération départementale des chasseurs du Var. Grâce à ces lâchers et aux reproductions croissantes, la population augmente régulièrement et colonise l'ensemble de la chaîne. Entre 2007 et 2009 la présence d’un loup a été confirmée dans le massif[source insuffisante].

### Climat
Le climat est de type mésoméditerranéen de 200 à 600 mètres d'altitude, supraméditerranéen de 600 à 800 mètres et montagnard en ubac de 800 à 1 000 m avec une hêtraie relictuelle, les crêtes ayant pour leur part un climat oroméditerranéen ou méditerranéen montagnard. Les températures sont globalement plus fraîches (10,5 °C de moyenne annuelle au plan d'Aups à 690 mètres) et les précipitations plus importantes que dans les environs (1 000 à 1 200 mm/an), soit le double de Marseille.
L'été y est plus supportable bien qu'orageux, tandis que l'hiver la neige peut rester plusieurs jours au-dessus de 800 à 900 mètres sur le versant nord du massif, et peut atteindre parfois un mètre d'épaisseur sur les crêtes comme en 1956, 1962, 1973, 1983, 1986, 2000. En janvier 1905, il est même tombé deux mètres au plan d'Aups. Le mistral peut dépasser les 200 km/h.

## Histoire

### Préhistoire
Le versant sud, constitué de plusieurs poljés, contribue à la fertilité du secteur (Cuges-les-Pins, Signes, Plan-d'Aups), le rendant giboyeux. La présence d’Homo erectus est avérée en Pays Sainte-Baume depuis au moins 130 000 ans. Sa trace est attestée à la grotte des Cèdres au Plan d'Aups, à l’Ouest de la chaîne. L'Homme de Néandertal, grand chasseur, parcourt le massif et semble avoir utilisé les cavernes comme la Grande-Baume (nombreuses sur le massif) au cours des périodes glaciaires.

### Histoire religieuse

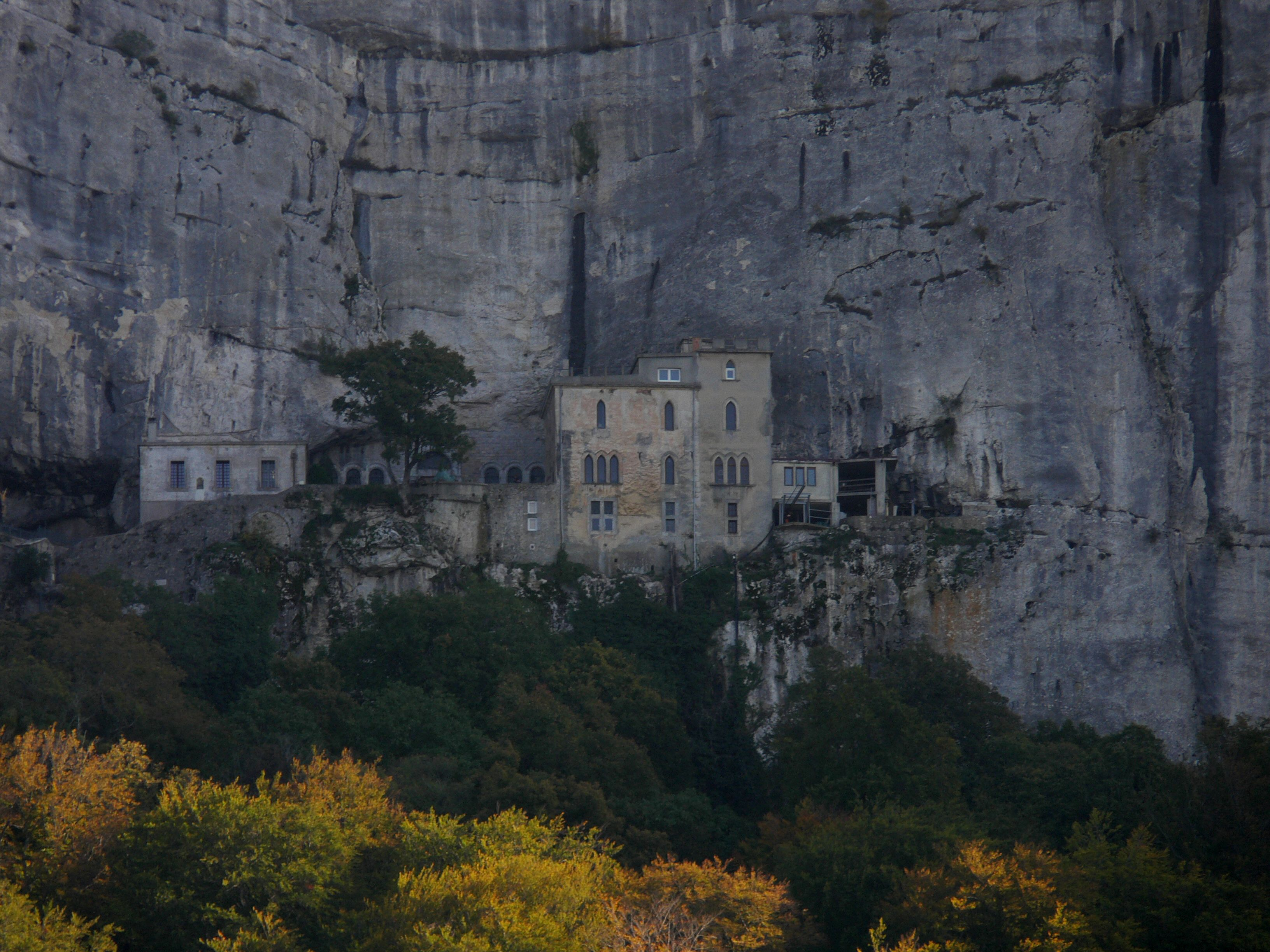
Bâtiments à flanc de montagne, aux abords de la grotte de Marie-Madeleine.

À l'époque préchrétienne, la Sainte-Baume est la montagne sacrée des Marseillais : haut lieu de culte des fécondités, et notamment de l’Artémis d’Éphèse. Vers 60, Lucain, poète latin, mentionne un certain « bois sacré » près de Marseille.
Vers 415, saint Jean Cassien, fonde un premier prieuré à son retour d’Égypte et dès le Ve siècle, la présence de moines de l’abbaye de Saint-Victor de Marseille est attestée.
La grotte de Sainte-Marie-Madeleine devient un lieu de pèlerinage chrétien réputé. En 816, le pape Étienne VI, puis, en 878, le pape Jean VIII s'y rendent. Comme le 22 juillet 1254, Saint Louis visite la Sainte-Baume  à son retour de Croisade.

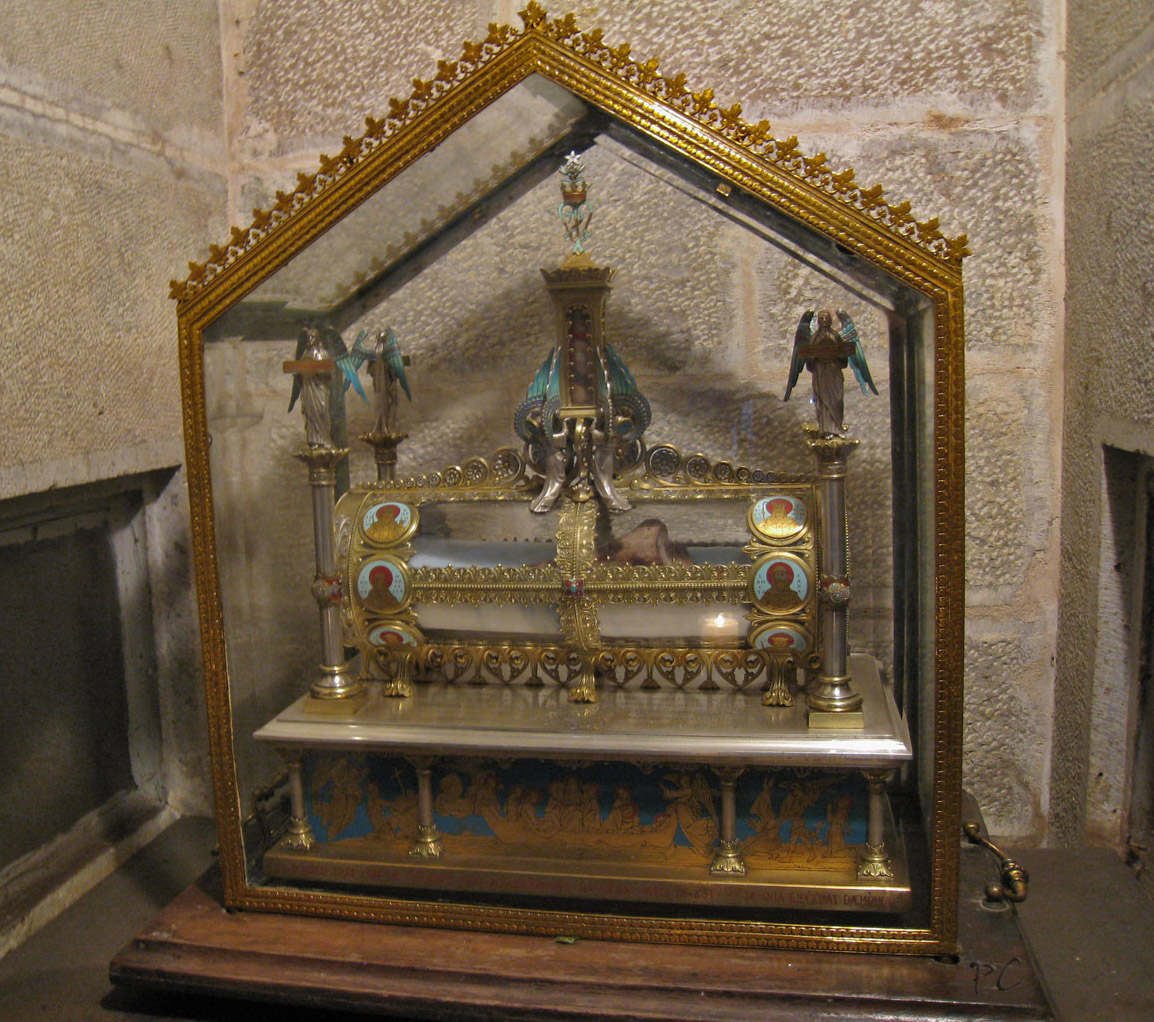
Relique présumée (tibia) de Marie-Madeleine.

En 1279, Charles II d'Anjou, roi de Sicile et comte de Provence, réalise les fouilles qui aboutissent à la découverte à Saint-Maximin des reliques de Marie-Madeleine, dans une crypte enfouie sous le petit prieuré bénédictin dédié à la sainte. Un tombeau de marbre y est identifié comme celui de Marie-Madeleine. En outre, un rouleau de parchemin explique que les reliques ont été enfouies au début du VIIIe siècle afin de les protéger des invasions sarrazines qui faisaient rage dans le Pays. Après six ans de détention à Barcelone, Charles II peut mettre en œuvre en 1288 son projet de construire une basilique pour abriter les reliques. Enfin, le 21 juin 1295, il obtient du pape Boniface VIII une bulle pontificale, qui confie au jeune ordre des dominicains la charge des lieux saints : la basilique de Saint-Maximin et la grotte de la Sainte-Baume.
En 1332, le même jour Philippe VI de Valois, roi de France, Alphonse IV d’Aragon, Hughes de Chypre, et Jean de Luxembourg, roi de Bohème se recueillent dans la grotte.
Tout au long des XIVe et XVe siècles, papes, rois et princes se rendent en pèlerinage dans la Grotte, l'un des plus célèbres de la chrétienté.
En 1440, on déplore l'incendie de la grotte et la destruction des bâtiments. En 1456 Louis XI, roi de France, dote richement la grotte et dessine le plan de la coupole qu’il offre pour l’autel. Et, le 1er janvier 1516, François Ier accompagné par sa mère Louise de Savoie et son épouse Claude de France vient rendre grâce à son retour de Marignan. Il accorde des fonds pour la restauration de la grotte, fait édifier le « portail François Ier » (visible à l’hôtellerie), et construit trois chambres royales à la grotte. Jean Ferrier, archevêque d’Arles fait ériger les oratoires du chemin des Rois.
En 1533, François Ier revient à l’occasion du mariage de son deuxième fils, Henri d’Orléans, avec Catherine de Médicis à Marseille. Elle reviendra le 25 octobre 1564 avec Charles IX roi de France (14 ans), son frère le futur Henri III de France, et Henri de Navarre (11 ans).
Charles IX s’y rend lors de son tour de France royal en 1564 afin de satisfaire les catholiques. Mais, en 1586 et 1592, on déplore des pillages de la grotte (la seconde fois malgré le pont-levis érigé à la suite du pillage intervenu alors que les reliques de Saint-Maximin avaient été transférées dans la grotte durant les troubles suscités par la Ligue).

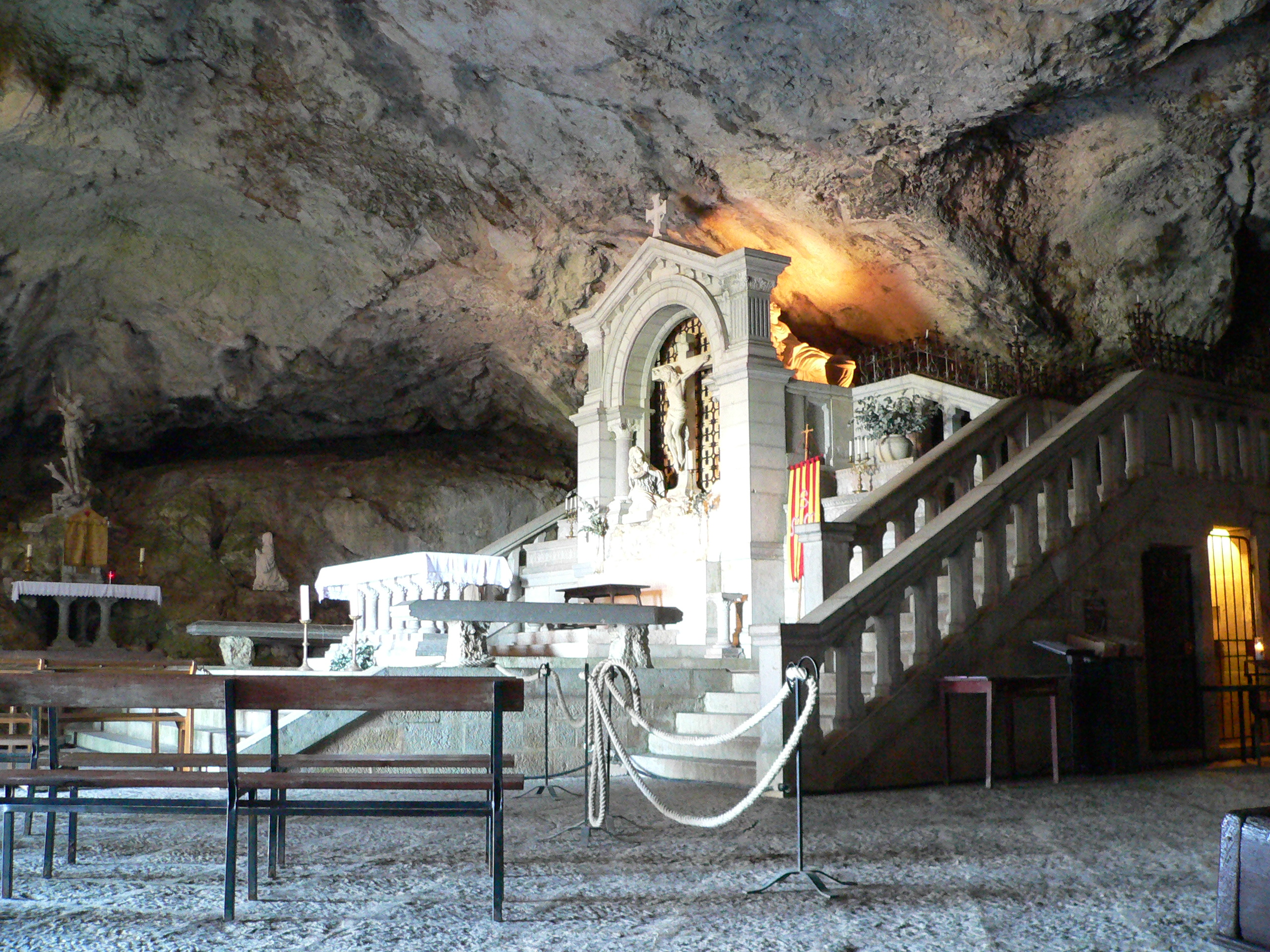
Intérieur de la Baume.

Esprit Blanc fait construire en 1630 la chapelle dite « des Parisiens » (ou « des morts ») et en 1649 Monseigneur de Marinis offre la statue de la Sainte Vierge, œuvre du sculpteur génois Orsolino (toujours visible à la grotte).
Le 5 février 1660 Louis XIV, avec Anne d’Autriche et Mazarin, se rendent au sanctuaire.
La Révolution et l'Empire mettent en péril le site. En 1791, le marquis d’Albertas rachète les biens des dominicains qui avaient été vendus comme biens nationaux. Mais, en 1793, la Sainte-Baume est rebaptisée « les Thermopyles », l’intérieur de la grotte et la grande hôtellerie attenante (dont on voit encore les traces dans la falaise) sont détruits. Heureusement, Lucien Bonaparte, mari de Christine Boyer, fille de l’aubergiste de Saint-Maximin, sauve la basilique et la forêt de la Sainte-Baume des révolutionnaires. En 1814, le maréchal Brune détruit la grotte et ce qui venait d’y être reconstruit.
Ce n'est qu'en 1822, que Chevalier, préfet de Toulon, restaure le culte catholique. En 1824, une communauté de Trappistes s’établit sur le plateau, en face de l’actuelle hôtellerie puis laisse la place en 1833 à des Capucins qui ne restent que deux ans.
La statue de Marie-Madeleine sur son rocher provient du tombeau du comte Joseph-Alphonse-Omer de Valbelle qui était à la chartreuse de Montrieux[réf. souhaitée].
En 1848, le père Henri-Dominique Lacordaire, célèbre prédicateur et restaurateur de l’ordre dominicain en France depuis 1840, vient à la grotte et en 1859, il rachète le couvent de Saint-Maximin pour y réinstaller les frères prêcheurs ; avec l’aide de l’œuvre pour la restauration des lieux saints de Provence qu’il avait fondée, il réinstalle le 22 juillet, les frères à la grotte ; il fait construire l’hôtellerie dans la plaine de la Sainte-Baume.
En 1865, le frère dominicain Jean-Joseph Lataste fonde la congrégation des Dominicaines dites « de Béthanie » qui accueille des femmes sorties de prison (Madeleines converties) ; il érigera une communauté près de l’église de Plan d’Aups en 1884. En 1889, quelques reliques de Marie-Madeleine sont placées dans le reliquaire réalisé par l’orfèvre lyonnais Armand Caillat et déposées dans la Grotte.
À la suite des lois de séparation des Églises et de l’État, la grotte devient propriété de la commune de Plan d’Aups en 1910.
En 1914, avec les célébrations du centenaire de la réouverture du culte à la Sainte-Baume, le père Vayssière restaure les escaliers menant à la grotte (150 marches en mémoire des 150 Ave du Rosaire) et inaugure le calvaire. Puis en 1928, est inaugurée la maison de retraite Nazareth en face de l’hôtellerie (aujourd’hui occupée par l’écomusée). En 1932, Marthe Spitzer, juive convertie proche des Bénédictines de la rue Monsieur et de l'entourage de Jacques Maritain, réalise la Pietà qui est sur le parvis de la grotte (offerte par la basilique La Madeleine de Paris).
En 1948, l’architecte Le Corbusier projette la construction d’une basilique souterraine à la Sainte-Baume (projet utopique jamais réalisé) puis, en 1966, Oscar Niemeyer réalise un projet de couvent moderne à l’Hôtellerie à la place de l’aile ouest. En 1970, Thomas Gleb réalise l’oratoire Saint-Dominique, à l’hôtellerie, entre 1976 et 1981, le compagnon Pierre Petit (« Tourangeau, le disciple de la Lumière ») réalise les vitraux de la grotte.
En 1995 a été célébré le septième centenaire de la fondation de la basilique de Saint-Maximin et de l'installation des frères dominicains à Saint-Maximin et à la grotte de la Sainte-Baume.
Une communauté de quatre frères dominicains a été rétablie à l'été 2002 (date de la réouverture de la grotte après les travaux de purge de la falaise), qui assure l’accueil des pèlerins à la grotte de Sainte-Marie-Madeleine. Depuis l'été 2008, le nombre des frères dominicains a été porté à huit, et ils assurent, en plus de l'accueil à la grotte, la gestion de l'hôtellerie de la Sainte-Baume.

### La Sainte-Baume et les Compagnons du Tour de France
Selon la tradition légendaire des Compagnons du Devoir et du Tour de France, leur fondateur, maître Jacques, en 950 av. J.-C., à son retour de la construction du temple de Salomon, se retire à la Sainte-Baume où il aurait été assassiné et enterré. Le passage sur le massif est incontournable dans leur périple initiatique.
La Sainte-Baume constitue une étape importante du Tour de France des compagnons, mais elle ne marque plus la fin du Tour de France. Les compagnons font ce pèlerinage quand ils le désirent, quand ils en éprouvent le besoin spirituel, certains même, ne le feront jamais, car ce n'est pas une étape obligatoire sur le Tour de France. Marie-Madeleine est la sainte patronne du compagnonnage, et une frappe particulière de la couleur des compagnons représente le « noli me tangere ». Le Tour de France est le chemin initiatique qui conduit à la maîtrise d'un métier et la Sainte-Baume apparaît comme le lieu — et le lien — qui unit les compagnons.
À l'occasion du pèlerinage, les compagnons ou aspirants arborent leur couleur, voire leur canne et commencent par la montée à la grotte. Une fois parvenu dans la grotte, le compagnon fait frapper sa couleur aux fers de la Sainte Baume, marque symbolique du passage en ce lieu, et il procède à la signature du livre de passage des compagnons. La couleur est une « sorte d'écharpe » qui se porte sur l'épaule et se noue sur la hanche. Elle est de couleur différente selon l'appartenance à la société compagnonique et selon métier (bleu pour le bois, rouge pour le métal, blanc pour la pierre, etc.) Au fur et à mesure de son avancée sur le Tour de France, l'itinérant évolue et passe des épreuves (Adoption pour devenir Aspirant et Réception pour devenir Compagnon) ; au cours de ces deux cérémonies initiatiques d'autres symboles sont apposés sur la couleur. Le pèlerinage à la Sainte-Baume s'effectue autant par les Compagnons de l'Association ouvrière du Devoir et du Tour de France, que par ceux de la Fédération ou de l'Union.
Le 16 février 2003, s'est déroulée la cérémonie de dépôt des tampons et du registre des Compagnons du Tour de France des Devoirs unis, l'une des trois grandes sociétés compagnoniques.
Le calligraphe, créateur de caractères, tailleur de pierre et sculpteur Rodolphe Giuglardo, meilleur ouvrier de France et compagnon du Tour de France, a vécu un temps au pied du massif et y a gravé plusieurs inscriptions.

### La Sainte-Baume, réserve de glace de Marseille et Toulon
La Sainte-Baume est un conservatoire de l'histoire des glacières en Provence. Il en existe encore une vingtaine dans le massif. Bien que l'usage de la glace à rafraîchir ait été un luxe pratiqué depuis la haute Antiquité, en Provence, il faudra attendre 1642 pour voir deux marchands obtenir de Louis XIII le privilège exclusif de construire des glacières et de vendre la glace à Marseille.
L’eau des sources et des ruisseaux était captée, canalisée et mise à geler entre janvier et mars sur des terrasses ou bassins bordés de murets. Elle était ensuite stockée dans des glacières, vastes puits de 10 à 20 mètres de profondeur creusés dans le roc, dépassant du sol sur un quart de leur hauteur et recouverts d’un toit de tuiles posées sur une couche de terre. En été, les blocs étaient débités et transportés par charroi nocturne.
Les glacières de la Sainte-Baume orientale ont approvisionné Toulon jusqu’en 1789. Quelques réservoirs de la partie sud-ouest étaient destinés à Marseille. Une vingtaine de ces édifices subsiste à l’extrémité est du massif, et quelques-uns au sud du massif, sur la commune de Signes (à proximité du cours du Latay, au-dessus de Chibron). La glacière la plus spectaculaire reste certainement celle de Pivaut (territoire de Mazaugues), rénovée par le conseil général dans les années 1990, qui est la plus grande des glacières de la Sainte-Baume. Haute de 23 mètres, d’un diamètre de 19 mètres, elle pouvait conserver jusqu’à 3 600 m3 de glace. Elle aurait été utilisée seulement deux années. Il est possible de la visiter avec un guide et de rentrer à l'intérieur par le biais du Musée de la Glace qui se trouve à Mazaugues.

## Activités

### Randonnée

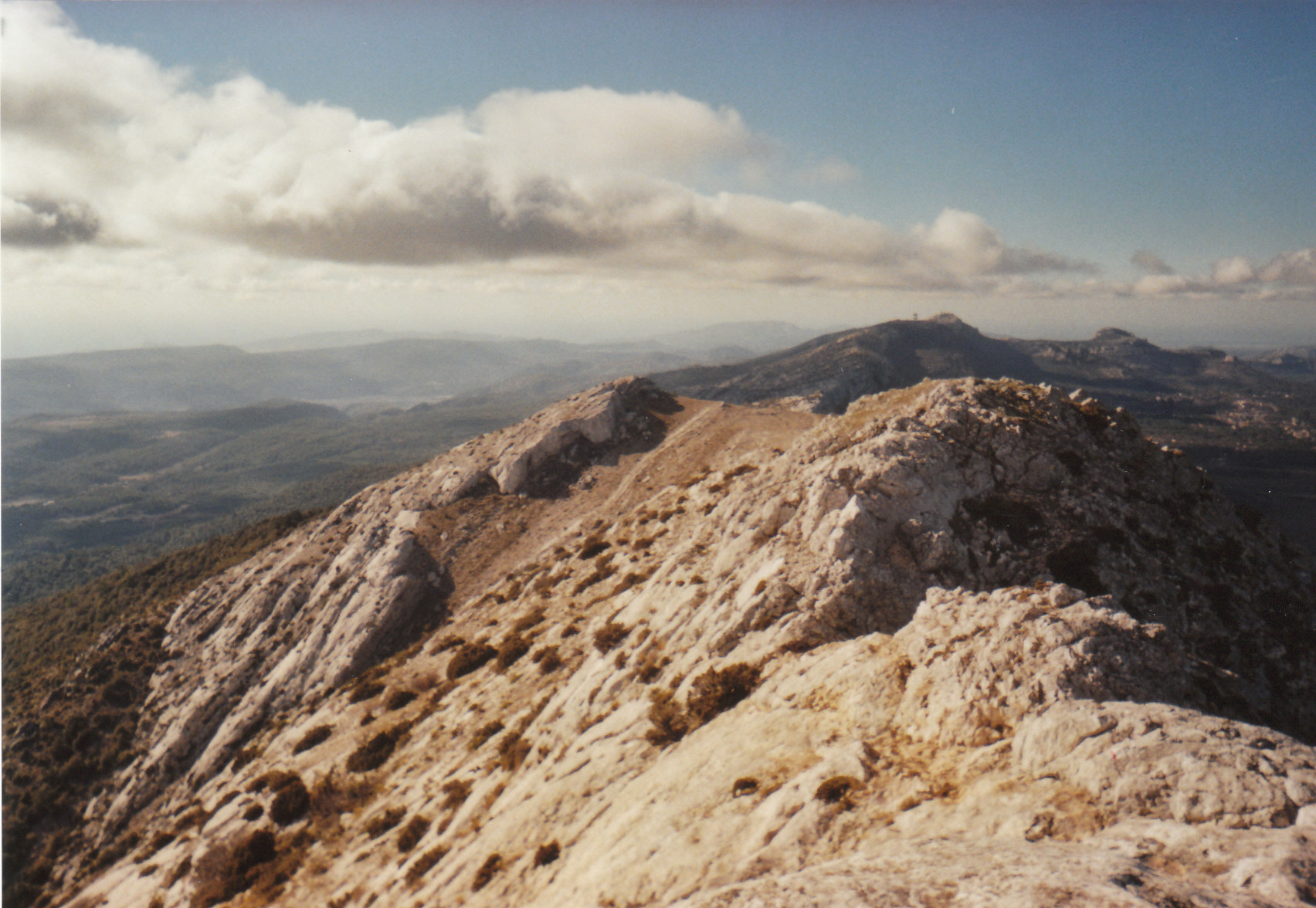
Crêtes ouest de la Sainte-Baume vues depuis le Joug de l'Aigle.

De nombreuses possibilités de randonnées existent soit dans le massif, soit au départ des différents villages de la Sainte-Baume tels que Gémenos, Riboux, Auriol, Cuges-les-Pins, Nans-les-Pins, Signes et Saint-Zacharie.
Le plus court chemin pour accéder aux crêtes de la Sainte-Baume s'effectue à partir de l'hostellerie de la Sainte-Baume, proche de Plan d'Aups, à travers la forêt s'étendant au pied des versants, puis par le col de Saint-Pilon, à 952 mètres d'altitude. Vers l'est se dresse le Joug de l'Aigle, haut de 1 118 mètres, séparé du col par le Baù des Oiseaux ; le GR 9 parcourt les crêtes vers l'est. Quelques hectomètres à l'ouest du col de Saint-Pilon, se dressent la chapelle du Saint-Pilon et sa table d'orientation. Vers l'ouest, le GR 98 mène au pic de Bertagne (altitude 1 041 mètres), belvédère surplombant la rade de Marseille et le massif des Calanques.
Le Trail Club de Provence organise depuis 2008 une épreuve de course à pied en montagne au mois de mars : le trail de la Sainte-Baume.

### Spéléologie
Le massif est une zone importante pour la pratique de la spéléologie. De nombreuses cavités sont encore en cours d'exploration. Le flanc nord du massif (plateau du Plan d'Aups) est riche en grottes et avens. La plus importante par sa profondeur et son développement est le gouffre du Petit Saint Cassien. Sur le flanc sud de la chaîne s'ouvrent aussi de nombreuses autres cavités de dimensions plus modestes.

## Dans la culture
- Plusieurs scènes de la série policière télévisée Alex Hugo ont été tournées dans le massif de la Sainte-Baume.